# リシャール・ルーサ
リシャール・ルーサ（Richard Roussat, 生没年未詳）は、16世紀フランスの医師、西洋占星術師。主著『諸時代の状態と変転の書 Livre de l'estat et mutation des temps』は、予言を主題とする著作としては、『ミラビリス・リベル』やノストラダムスの『予言集』などと並び、16世紀フランスにおける代表的なものの一つである。
リシャール・ルーサは、16世紀初頭にラングルで生まれた。モンペリエ大学で医学博士号を取得し、神学・哲学・数学などにも長じていたという（16世紀の書誌学者フランソワ・グリュデ・ラ・クロワ・デュ・メーヌによる）。その後、ラングルで教会の要職者（chanoine）となっている。
1542年にラテン語訳されたアルカンダムの占星術関連書の訳者（R.R.としか書かれていない）は、このルーサであるとする説が19世紀以来、有力視されている。また、リシャール・ルーサの名で1548年向け、49年向け、52年向けの暦書（Almanach）や占筮（pronostication）が出されていたようであるが、本当にルーサの手になるものかは未詳である（これらは現存しない）。
確実にルーサの著作と言えるのは、『諸時代の状態と変転の書』（リヨン、1550年）と『その普遍的判断を付記した天文学（占星学）の諸要素と原理 Des éléments et principes d’astronomie, avec les universels jugements d’icelle』（パリ、1552年）の2冊のみである。
ジャン・ルーサ（1543年-1613年）はリシャールの甥である。

## 諸時代の状態と変転の書
1550年にリヨンの出版業者ギョーム・ルイエによって刊行された。3部構成になっており、基本的には散文で書かれているが、四行詩も含まれている。ルーサの未来観には、『ミラビリス・リベル』やピエール・チュレルからの影響が見て取れると指摘されている。
なお、この書の5年後に刊行されたノストラダムスの『予言集』（特にその百詩篇第1巻）には、この文献から着想を得たと思われる共通のモチーフが少なからず登場しており、ノストラダムスの参考文献の一つであったと見なされている。